# هاري زيلر
هاري زيلر (10 يوليو 1918 في الولايات المتحدة - 22 سبتمبر 2004 في الولايات المتحدة) (بالإنجليزية: Harry Zeller)‏ هو لاعب كرة سلة أمريكي في مركز الوسط. لعب مع Pittsburgh Ironmen ‏.

## وصلات خارجية
- هاري زيلر على موقع إن بي أي (الإنجليزية)
- هاري زيلر على موقع سبورتس رفرنس (الإنجليزية)
- هاري زيلر على موقع ريلجم (الإنجليزية)